# Asz-Szahil
Asz-Szahil (arab. الشحيل) – miejscowość w Syrii, w muhafazie Dajr az-Zaur. W 2004 roku liczyła 14 005 mieszkańców.